# Norrköpings och Linköpings valkrets
Norrköpings och Linköpings valkrets var vid riksdagsvalen till andra kammaren 1911–1920 en särskild valkrets med tre mandat. Valkretsen avskaffades i valet 1921 och uppgick i Östergötlands läns valkrets.

## Riksdagsmän

### 1912–första riksmötet 1914
- Axel Swartling, vilde (1912)
  - Karl Beckman, lmb (1913–1914)
- Theodor Zetterstrand, frisinnad vilde
- Sven Persson, s

### Andra riksmötet 1914
- Karl Beckman, lmb
- Theodor Zetterstrand, fris f
- Sven Persson, s

### 1915–1917
- Karl Beckman, lmb
- Theodor Zetterstrand, moderat vilde
- Sven Persson, s

### 1918–1920
- Carl Gustaf Hammarskjöld, lmb
- Ivar Swartling, lmb
- Sven Persson, s (1918–30/4 1919)
  - Otto Anderson, s (21/5 1919–5/5 1920)
    - Gustaf Filip Frost, s (20/5–31/12 1920)

### 1921
- Gustaf Adolf Björkman, lmb
- Carl Wahren, vilde
- Karl Ward, s